# Barbara Ess
Pour les articles homonymes, voir Ess.
Barbara Ess (Brooklyn, 4 avril 1944 - Elizaville, New York, 4 mars 2021), est une photographe et musicienne américaine.
Barbara Ess est née à New York le 4 avril 1944, et a vécu son enfance dans le quartier parisien des Batignolles des années 1939 . 

## Biographie
Barbara Ess étudie la philosophie et la littérature à Ann Arbor, au Michigan et le cinéma à Londres. Au milieu des années 1970, elle s'installe à New York et intègre le groupe musical Daily Life aux côtés de et Paul McMahon, Glenn Branca et Christine Hahn. Après leur séparation, Barbara Ess et les deux derniers forment le groupe The Static où elle joue la basse. En 1979, ils enregistrent le maxi My Relationship/Don't Let Me Stop You et, la même année, captent une session instrumentale lors d'un concert de Dan Graham à Londres. En 1980, Barbara Ess rejoint le trio féministe de no wave Y Pants

## Œuvres
L'œuvre représente une photo de chèvre en premier plan et occupe tout l'espace. La photo a une dimension de 192x133cm, ce qui est très étonnant pour un portait d'animal. La photo a des couleurs très chaudes avec beaucoup d'orange et de jaune notamment sur son profil droit contrairement à son profil gauche qui est lui dans l'obscurité. Cela confère une atmosphère lourde et dérangeante. La tête est empaillée et est probablement accrochée sur le mur comme un trophée de chasse. Son regard profond et désespéré est dirigé vers le spectateur ce qui est perturbant. Son regard nous interpelle. Barbara Ess utilise certaines techniques pour cette photo, particulièrement l'épreuve chromogène, le monochrome et pour finir l'appareil sténopé. Ce qui est intéressant est qu'elle a créé son propre appareil de sténopé pour prendre ses photos. Elle fait en sorte que ses photos soient floues et déformées. Barbara Ess utilise également le genre artistique de la nature morte, qui consiste principalement à représenter des objets inanimés souvent avec une intention symbolique. Cependant Barbara Ess contourne les règles avec cette œuvre en utilisant l'animal mort pour perturber et choquer le spectateur]